# 동물원 사육사

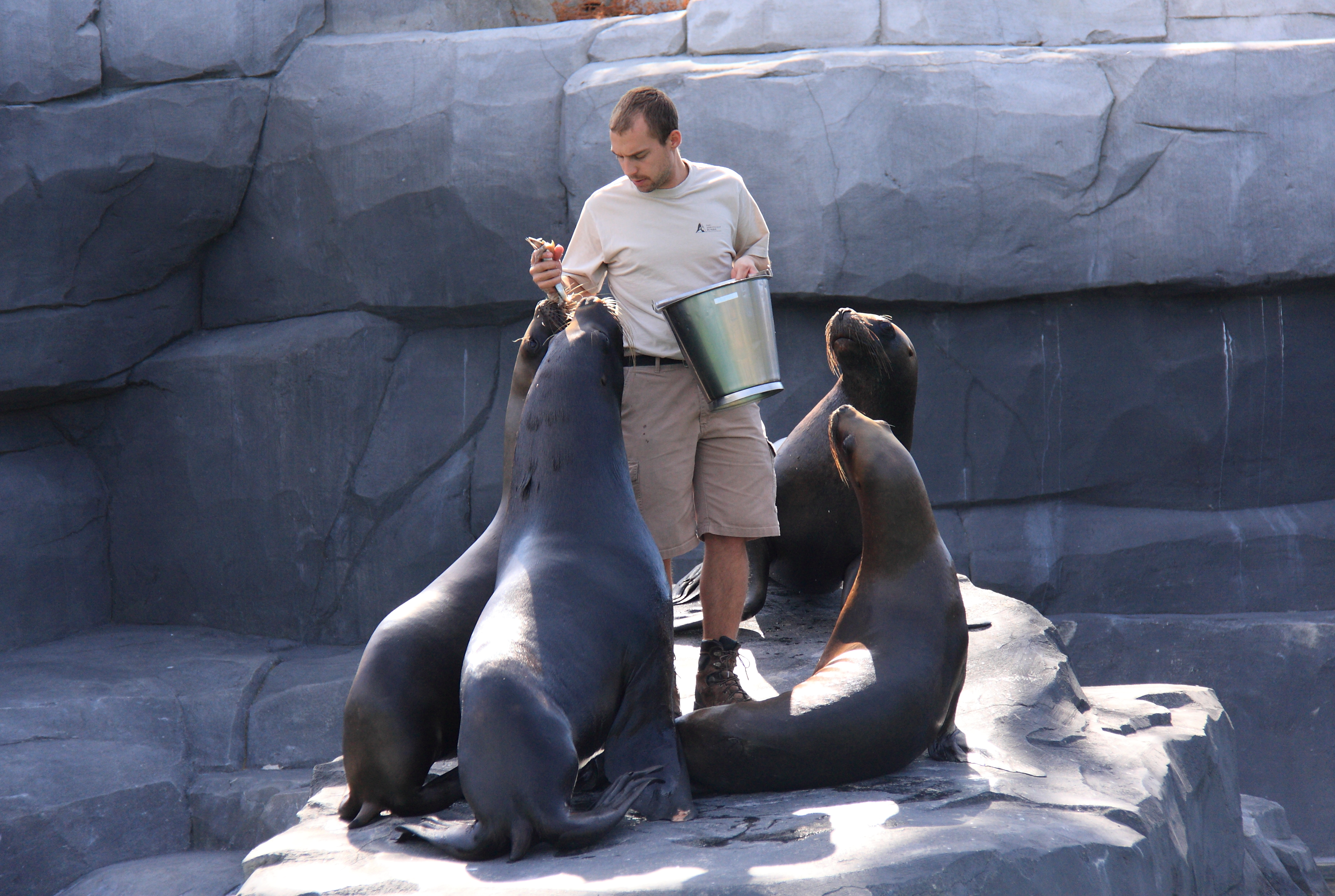

동물원 사육사 또는 동물 사육사는 우리에 갇혀 있거나 일반에 공개적으로 볼 수 있게 한 동물원의 동물들을 관리하는 사람이다. 보통 동물을 매일 관리하고 먹이를 주는 일을 맡는다. 일상의 일부로서 동물원 사육사들은 환경을 청소하고 건강 문제를 보고한다. 투어를 수행하고 질문에 답변을 하는 등 연구나 공립교육에 수반되기도 한다.